# 가야노 시게루
가야노 시게루(일본어: 萱野 茂, 1926년 6월 15일~2006년 5월 6일)는 일본의 아이누 문화 연구자이며, 아이누족 출신 정치인이다. 

## 개요
가야노 시게루는 아이누 문화 및 아이누어 보존・전승을 위해 활동을 하였다. 그는 시시리무카 니부타니 아이누 자료관(シシリムカ二風谷アイヌ資料館)을 창설하여 박물관장을 지냈다. 정치쪽에선 아이누 최초의 일본 국회의원(1994년부터 1998년까지 참의원)이었다. 재임 중에는 「일본에도 야마토 민족 이외의 민족이 있다는 것을 알기 바란다」라는 이유로 중회의에서 사상 처음으로 아이누어로 질문을 한 것으로도 알려져 있다. 2006년 5월 6일 급성 폐렴으로 별세하였다. 그의 아들인 가야노 시로는 아이누 문화 연구자이자 아버지에 이어 시시리무카 니부타니 아이누 자료관 박물관장을 계승하였다.

## 같이 보기
- 아이누
- 가야노 시로